# Reinhard von Moirke der Ältere
Reinhard von Moirke (* 14. Jahrhundert; † 27. Januar 1386 in Aachen) war Schöffe und Bürgermeister der Reichsstadt Aachen.

## Leben und Wirken
Obwohl laut Schöffenbuch Reinhard von Moirke erst im Jahre 1361 Mitglied des Schöffenkollegiums geworden sein soll, wurde er bereits am 2. September 1358 zum Richter am Schöffenstuhl ernannt. Im Jahr 1364 wurde Roide Mitglied des Stadtrates und in den Jahren 1373, 1376, 1380 und 1382 zum Bürgermeister der Freien Reichsstadt Aachen gewählt. Darüber hinaus wurde Roide sowohl am 8. Oktober 1369 als auch am 30. März 1375 zum Geschworenen des Landfriedensbündnisses Maas-Rhein für die jeweiligen Vertragsperioden berufen.
Höhepunkt seiner zweiten Amtsperiode als Bürgermeister war im Jahr 1376 die Krönung Wenzels von Luxemburg zum römisch-deutschen König. Zusammen mit seinem Amtskollegen Jakob Colyn oblag ihm die gesamte Vorbereitung und Durchführung der Krönungsfeierlichkeiten. Nachdem von Moirke im Rahmen seiner Aufgaben für das Landfriedensbündnis bereits zahlreiche Verhandlungen und Schlichtungen übernommen hatte, stand er im Jahr 1383 als abgestandener Bürgermeister zusammen mit Heinrich van der Linden sowie den amtierenden Bürgermeistern Gerhard Lewe, der Ältere, und Johann von Pont den städtischen Truppen vor, die mit den verbündeten Truppen der Stadt Köln, des Erzbischofs von Köln Friedrich III. von Saarwerden und des Herzogs Wilhelm II. von Jülich und Geldern infolge eines Beschlusses des Bündnisses zu den Belagerern von Schloss Dyck gehörten. Diese warfen Gerhard von Dyck Raubrittertum vor und zwangen ihn nach der erfolgreichen Einnahme seines Schlosses, die damalige Hochburg zu zerstören.
Reinhard von Moirke war verheiratet mit einer nicht näher bezeichneten Dame, mit der er einige Kinder hatte, darunter den Quellen nach auch den späteren Schöffen und Bürgermeister Reinhard von Moirke, den Jüngeren.